# Nová země (křesťanství)

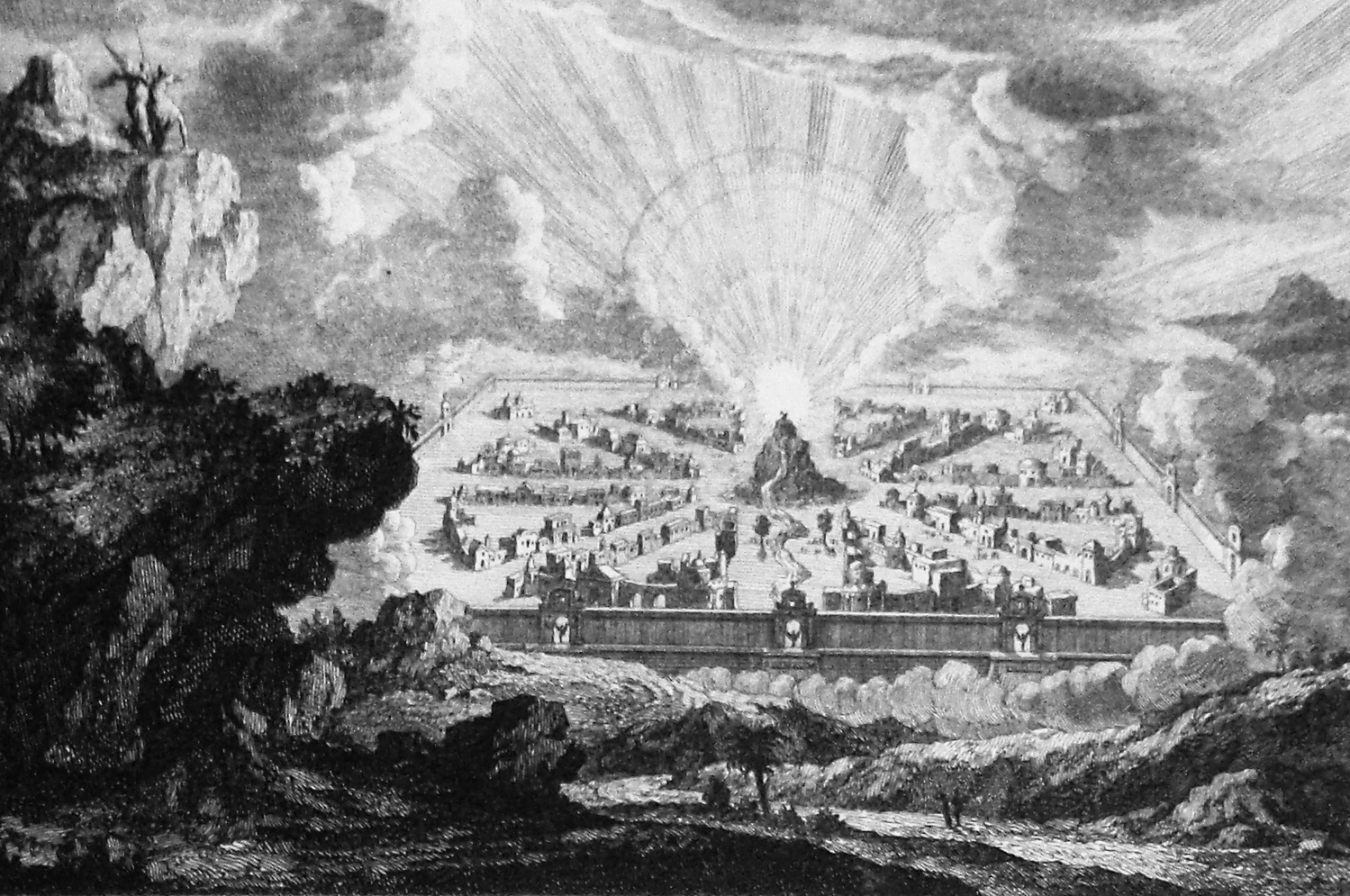
Zjevení – : Nové nebe a nová země, Mortierova bible, Sbírka Phillipa Medhursta

Nová země je výraz, který se v Bibli používá v knize Izajáš – Iz 65, 17 (Kral, ČEP) a Iz 66, 22 (Kral, ČEP), ve 2. listu Petrově – 2Petr 3, 13 (Kral, ČEP) a v knize Zjevení – Zj 21, 1 (Kral, ČEP) k popisu konečného stavu vykoupeného lidstva. Je to jedna z ústředních tezí křesťanské eschatologie a v Nicejském vyznání víry je označována jako budoucí věk.

## Biblické odkazy
Dvacátá první kapitola knihy Zjevení – Zj 21 (Kral, ČEP) představuje konečný stav dokonalosti, v němž se podle jednoho komentátora „kosmický čas změnil ve věčnost.“ Symbolickým a vizuálním jazykem Bůh umožňuje Janovi vidět slávu a krásu dědictví svého lidu. První, čeho si čtenář na této vizi všimne, je, že zahrnuje „nové nebe a novou zemi“ – Zj 21, 1 (Kral, ČEP). Aby čtenář Apokalypsy pochopil, co Bible učí o věčnosti, musí porozumět novozákonnímu učení o „novém nebi a nové zemi.“
Základní rozdíl oproti starozákonním zaslíbením spočívá v tom, že ve Zjevení mají také ontologickou hodnotu – Zj 21, 1 (Kral, ČEP): „A viděl jsem ,nové nebe a novou zemiʻ, neboť první nebe a první země pominuly a moře již vůbec nebylo...“; Zj 21, 4 (Kral, ČEP): „a ,setře jim každou slzu z očíʻ. A smrti již nebude, ani žalu ani nářku ani bolesti už nebude – neboť co bylo, pominulo.“; a rozdíl už tedy není jen gnozeologický – Iz 65, 17 (Kral, ČEP): „Hle, já stvořím/nová nebesa a novou zemi./Věci minulé nebudou připomínány, nevstoupí na mysl.“
Podle jeho slibu čekáme nové nebe a novou zemi, ve kterých přebývá spravedlnost – 2Petr 3, 13 (Kral, ČEP).

## Interpretace
V řečtině koiné existovala dvě slova, která se v české Bibli překládají jako „nový“: neos a kainos. Jeden řecký zdroj uvádí: 
Na rozdíl od néos, „nový v čase“, kainós znamená „nový v přírodě“ (s významem „lepší“). Obě slova naznačují „neznámý“, „nečekaný“, „úžasný“ a rozdíl se časem stírá.
O tom, že by kainos neměl být chápán jako něco zcela nového, svědčí následující pasáž:
Je-li tedy někdo v Kristu, je nové stvoření; staré věci pominuly, hle, všechno se stalo novým – 2Kor 5, 17 (Kral, ČEP).
Apoštol Pavel zde používá slovo kainos ve výrazu „nové stvoření“. Pavel neměl v úmyslu vyjádřit myšlenku, že se jedná o zcela jiného člověka. Mezi starým a novým člověkem je kontinuita do té míry, že zůstává stejným člověkem, ale obnoveným. Osoba je stejná, ale kvalita této osoby byla proměněna.
Stejně tak biblický koncept nové země je konceptem obnovy a restaurace. Buď na této současné Zemi, nebo na obnovené nové planetě. Tento závěr podporují Petrova slova v jeho veřejném projevu v jeruzalémském chrámu. 
19  Proto čiňte pokání a obraťte se, aby byly smazány vaše hříchy
20  a přišel čas Hospodinův, čas odpočinutí, kdy pošle Ježíše, Mesiáše, kterého vám určil.
21  On zůstane v nebi až do chvíle, kdy bude všechno nové, jak o tom Bůh od věků mluvil ústy svých svatých proroků.
Tato země však bude buď očištěna, nebo zničena velmi horkým žárem nebo velkým ohněm k obnově, jak je vyjádřeno v následující pasáži: 
10  Den Páně přijde jako přichází zloděj. Tehdy nebesa s rachotem zaniknou, vesmír se žárem roztaví a země se všemi lidskými činy bude postavena před soud.
11  Když tedy se toto vše rozplyne, jak svatě a zbožně musíte žít vy,
12  kteří dychtivě očekáváte příchod Božího dne! V něm se nebesa roztaví v ohni a živly se rozpustí žárem.